# Adolf-Hitler-Medaille
Die Adolf-Hitler-Medaille für Tierschutz war eine von Adolf Hitler gestiftete und vom Reichsverband der deutschen Tierschutzvereine (Reichstierschutzbund) ab November 1933 verliehene Auszeichnung für Personen und Organisationen, die sich besondere Verdienste um den Tierschutz im Nationalsozialismus erworben hatten.

## Politisch-juristischer Hintergrund
Tierquälerei war in der Weimarer Republik lediglich mit bis zu 150 Reichsmark Bußgeld oder sechs Wochen Haft zu bestrafen, sofern sie öffentlich oder zum Ärgernis anderer begangen wurde. Nach dem Tierschutzgesetz vom 24. November 1933 wurde Tierquälerei mit Strafen bis zu 10.000 Reichsmark oder mit Gefängnis bis zu zwei Jahren bestraft. Dabei waren auch antisemitische Denkweisen wirksam, denn das im Judentum praktizierte Schächten auf traditionelle Art sollte unterbunden werden. Ebenso verurteilten die Nationalsozialisten Tierversuche propagandistisch als Auswüchse jüdischer Wissenschaft.

## Initiative
Die Initiative für diese Medaille ging von Camillo Schaufuß aus. Er war Vorsitzender des 1881 gegründeten Verbands der Tierschutzvereine des Deutschen Reiches. Schaufuß trug Ende 1933 seine Idee der Reichskanzlei an, die der ersten Verleihung an Hitler zustimmte. Die Auszeichnung sollte an die Etablierung des Reichstierschutzgesetzes vom November 1933 erinnern. Sie wurde aber nie vom Regime selber verliehen.

## Material
Die Medaille wurde von Emil Paul Börner entworfen und von der staatlichen Porzellanmanufaktur in Meißen hergestellt, trug ein Porträt von Adolf Hitler und den Schriftzug „Ich bin ein entschiedener Gegner der Tierquälerei“. Die Inschrift geht auf ein Zitat Hitlers zurück, das 1933 nach der Machtergreifung in der deutschen Presse veröffentlicht worden war und dessen voller Wortlaut „Ich bin ein entschiedener Gegner der Tierquälerei, die es im neuen Deutschland nicht mehr geben wird“ lautete.

## Zahl der Ehrungen
Neben der Vergabe dieser Auszeichnung an Hitler selbst ist nur eine weitere Verleihung durch den Reichsverband der Deutschen Tierschutzvereine sicher belegt; diese ging an den pensionierten Schlachthofdirektor Wilhelm Ruser aus Kiel zum Anlass von dessen 75. Geburtstag.